# Lỗ Hiến công
Lỗ Hiến công (chữ Hán: 魯獻公; trị vì: 886 TCN-855 TCN), tên thật là Cơ Cụ (姬具), là vị vua thứ bảy của nước Lỗ – chư hầu nhà Chu trong lịch sử Trung Quốc.
Lỗ Hiến công là con thứ của Lỗ Ngụy công – vua thứ 5 nước Lỗ và là em của Lỗ Lệ công – vua thứ 6 nước Lỗ. Năm 887 TCN, Lỗ Lệ công mất, Cơ Cụ lên nối ngôi, tức là Lỗ Hiến công.
Sử sách không ghi chép sự kiện xảy ra liên quan tới nước Lỗ trong thời gian ông làm vua.
Năm 855 TCN, Lỗ Hiến công qua đời. Ông làm vua được 32 năm. Con ông là Lỗ Chân công lên nối ngôi.